# Château de Charousse
Le château de Charousse (Charosse) ou de Pierre Brûlée (castro de Charossa) est un ancien château fort, du XIe siècle, disparu, situé dans le comté de Genève mais en position d'enclavement dans le Faucigny. Il se dressait au-dessus de la commune de Passy dans le département de la Haute-Savoie, en région Auvergne-Rhône-Alpes.

## Situation
Le château était installé sur un contrefort de l'aiguille de Varens, situé sur la rive droite de l'Arve, à une altitude de 1 000 mètres,. Situé au-dessus du village de Passy, il contrôlait ainsi toute la haute-vallée de l'Arve, entre Sallanches et le défilé en direction de la vallée de Chamonix, la vallée menant au col de Megève, qui descend ensuite vers le val d'Arly, et le val Montjoie,.
L'édifice n'est accessible que par sa partie Est, le château de par cette position en aplomb de la montagne est considéré comme un véritable « nid d'aigle ».
Le château est le centre d'un mandement qui se trouve sur la partie droite de l'Arve. Au nord, il est en contact avec les terres du prieuré de Chamonix. Le torrent de la Diosaz marque la limite entre les deux fiefs.

## Toponyme
Le chanoine Gros relève que les mentions de Charousse remontent au XIIIe siècle, ainsi la première date est un acte de 1225 avec un certain Guillaume de Cherrossa, selon le Régeste genevois,. On trouve ainsi Charossa en 1250 et 1268 (mentionnés par Samuel Guichenon), Carossia en 1296, Charosia en 1485,.
Pour Louis Blondel, le toponyme « Charousse » proviendrait de charoutze qui désigne une « roche brûlée ». Pour le chanoine Adolphe Gros, le toponyme est formé de calma russea, désignant la chaume rousse. Enfin le site d'Henri Suter indique, tout comme pour le toponyme de Chamrousse, un pâturage en montagne, avec un toponyme construit de Cha, du gaulois calmis et de la couleur rousse.

## Historique

### Un fief savoyard aux mains des Genève
Les parties les plus anciennes datées par l'archéologue suisse Louis Blondel, notamment les débris de la tour, remontent vers la fin du XIIe ou début du  XIIIe siècle. Cependant il considère que les premières édifications sont antérieures, peut-être du XIe siècle.
Le nom de Charousse est mentionné pour la première fois en 1225. Il est ainsi mentionné dans une transaction de Thonex où les seigneurs le comte Guillaume II de Genève et Aymon II de Faucigny tentent de trouver une solution à leur conflit,. Le château est quant à lui attesté en 1250, selon le Régeste genevois,. Le château est le centre d'une châtellenie,. Les seigneurs du mandement dépendent du comté de Genève, en faisant une véritable enclave dans le Faucigny. Toutefois, des droits seigneuriaux semblent appartenir aux comtes de Savoie. Les historiens pensent que cette situation remonterait au mariage de Thomas Ier de Savoie avec Marguerite de Genève vers 1196. Les comtes de Genève doivent rendre régulièrement hommage à ceux de Savoie pour le fief,,,,.

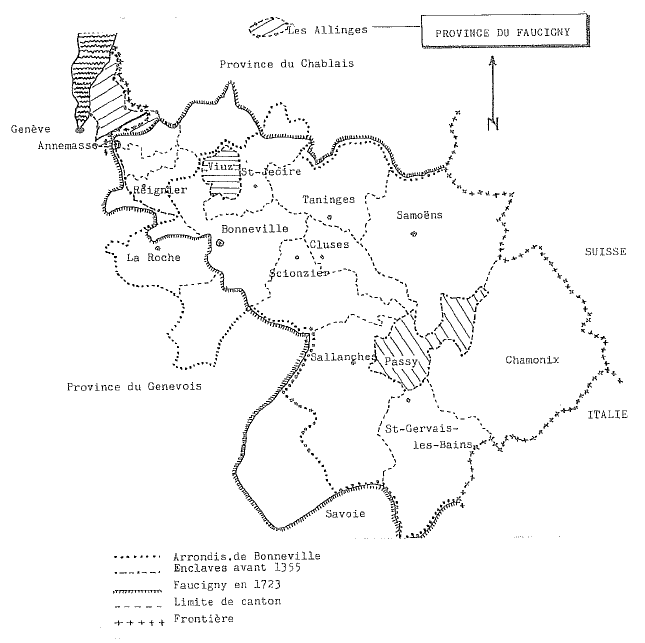
La châtellenie de Charousse (Passy) enclavée en terre faucignarde.

La situation de la seigneurie se complique avec l'arrivée de la politique des comtes de Savoie dans la vallée. En effet, vers la fin de la première moitié du XIIIe siècle, les comtes de Savoie entament une politique d'alliance avec les seigneurs de Faucigny. Pierre II de Savoie épouse ainsi, en 1234, Agnès de Faucigny, héritière de la Maison de Faucigny. En 1249 ou 1250, le comte Pierre II de Savoie prend le château de Charousse au comte Guillaume II de Genève. Ainsi en 1259, Pierre de Savoie réclame ses droits sur la seigneurie en raison des droits de succession de son frère le comte Amédée IV de Savoie qui possédait des parts sur celle-ci,. Il mène son armée et réussit à prendre le château de Charousse. Le nouveau comte Rodolphe de Genève refusant de reconnaître l'hommage pour le château est délesté de celui-ci, qui est offert à Pierre Martin. Un conflit entre les deux hommes s'engage jusqu'en 1260 où le comte de Genève accepte finalement de se soumettre, ce qui lui permet de récupérer le château.
Régulièrement les paysans de la vallée de Chamonix en opposition avec le prieuré de la vallée venaient y chercher refuge,. Des révoltés s'y réfugient ainsi en 1289.
En 1308, un nouveau traité de paix est organisé entre les maisons de Genève et de Savoie, le nouveau comte de Genève, Guillaume III se doit de reconnaître tenir en fief du comte Amédée V « les châteaux et juridictions de Charousse, Alby, Hauteville et La Corbière ».
La Grande duchesse, Béatrice de Faucigny mène une politique d'indépendance et de résistance face à son oncle le comte de Savoie. Entre 1282 et 1330, le rapprochement entre la Grande duchesse jusqu'à sa mort (1310), puis son successeur son petit-fils Jean II de Viennois et les comtes de Genève est sans faille, notamment durant les guerres delphino-savoyardes de 1310 à 1337. Le château ne revêt plus une importance stratégique. Durant cette période il est toutefois mis en garantie de la dot pour le mariage d'Agnès de Savoie avec Guillaume III, comte de Genève, le 31 août 1297.
Après 1330, de nouvelles tensions apparaissent entre les seigneurs de Genève et du Faucigny. Le château retrouve un rôle stratégique. Le châtelain organise des sorties contre les possessions faucignerandes des alentours. Le traité du 5 janvier 1355 marque l'acquisition du Faucigny par le comte Amédée VII de Savoie. En 1358, des transactions sont réalisées entre le comte de Genève Amédée III et le comte de Savoie Amédée VI à propos de la châtellenie et d'autres terres situées en Faucigny.

### Disparition du comté de Genève et héritage
En 1401, le comté de Genève est acheté par le comte Amédée VIII de Savoie. Charousse et son mandement ne font pas partie des biens acquis par le comte de Savoie. Ils reviennent aux héritiers de la maison de Genève. Mathilde de Savoie hérite en 1409 des droits de sa tante, Blanche de Genève, elle-même héritière de sa mère la comtesse douairière Mathilde d'Auvergne . Le comte de Savoie opère pour récupérer les derniers droits de cette famille et propose leur rachat,,. Le tuteur de Mathilde, alors mineure et orpheline, son oncle Louis de Savoie-Achaïe, accepte le rachat. Le contrat entre l'héritière et le duc est signé le 11 janvier 1417,,.
On dit que ses pierres auraient servi à la construction du village de Bay.

## Description
Il ne subsiste de nos jours du château de Charousse que quelques pans de murs de l'enceinte. La forteresse fut dotée d'un puissant mur-bouclier formant un angle de 140°.
Du fait de sa position en aplomb de la montagne dans la partie Sud, l'édifice n'est accessible que par sa partie Est. Cette partie se situe en effet au-dessus d'une paroi rocheuse verticale de plus de 100 m,. Selon Louis Blondel, la face Nord du château devait être défendue par d'un donjon carré, de 10 m de côté. Ce système défensif était complété par une enceinte et notamment des douves au Nord et à l'Est. Les murs, édifiés sur un talus, protègent la cour ou enclos-refuge dans la partie Est avaient une épaisseur de 2,5 m. Chaque angle du mur devait être défendu par des « muetes » ou « chafals » en bois, dont on estime le nombre à 5. Cette cour intérieur abritait les différents logements, notamment celui du châtelain, le long de l'enceinte. Cette partie était accessible par une porte munie d’échauguettes,. La largeur maximale est-ouest atteint 128 m.
On accède au château par un chemin en provenance du village de Bay qui arrive droit sur le donjon avant de tourner pour longer le mur d'enceinte par l'est et accéder à l'entrée.

## Possessions
Le château appartient :
- Comtes de Genevois[ReG 11], mais ils restent vassaux pour ce fief aux comtes de Savoie
  - 1225 : Guillaume de Charousse, châtelain au nom des comtes de Genève
- 1259 : Prise par Pierre II de Savoie[ReG 10],[ReG 12],[9].
  - 1259-1260 : droits cédés à l'homme lige Pierre Martin[9].
- 1260 - ? : En échange d'une reconnaissance d'hommage à nouveau possession des comtes de Genève

## Châtellenie de Charousse

### Organisation
Le château de Charousse est le siège d'une châtellenie, dit aussi mandement (mandamentum),. Il s’agit plus particulièrement d’une châtellenie comtale, relevant directement du comte de Genève, de 1385 et 1414. Dans le comté de Genève, le châtelain comtal est nommé par le comte et possède de nombreux pouvoirs,.
La châtellenie de Charousse contrôle le château, la maison forte de La Frasse, le châtelet du Châtelard, la maison forte de Loisin, la maison forte de Lucinges (ou Tour de Lucinge).
| Commune | Nom                             | Type         | Date (attestation) |
| ------- | ------------------------------- | ------------ | ------------------ |
| Passy   | Château de Charousse (Charosse) | château      | 1259 (attesté)     |
| Passy   | La Frasse                       | maison forte | (attesté)          |
| Passy   | Le Châtelard                    | châtelet     | (indice)           |
| Passy   | Maison forte de Loisin          | maison forte | (attesté)          |
| Passy   | Maison forte de Lucinges        | maison forte | (attesté)          |

Au XVIIe siècle, les armes du mandement se blasonnaient ainsi : croix d’argent en champ d'azur avec trois paux de gueules sur or.

### Châtelains
Avec l’intégration au comté de Savoie, à partir de 1401, celui-ci devient un « [officier], nommé pour une durée définie, révocable et amovible »,. Il est chargé de la gestion de la châtellenie ou mandement, il perçoit les revenus fiscaux du domaine, et il s'occupe de l'entretien du château. Le châtelain est parfois aidé par un receveur des comptes, qui rédige « au net [...] le rapport annuellement rendu par le châtelain ou son lieutenant ».